# 救貧院 (ワークハウス)

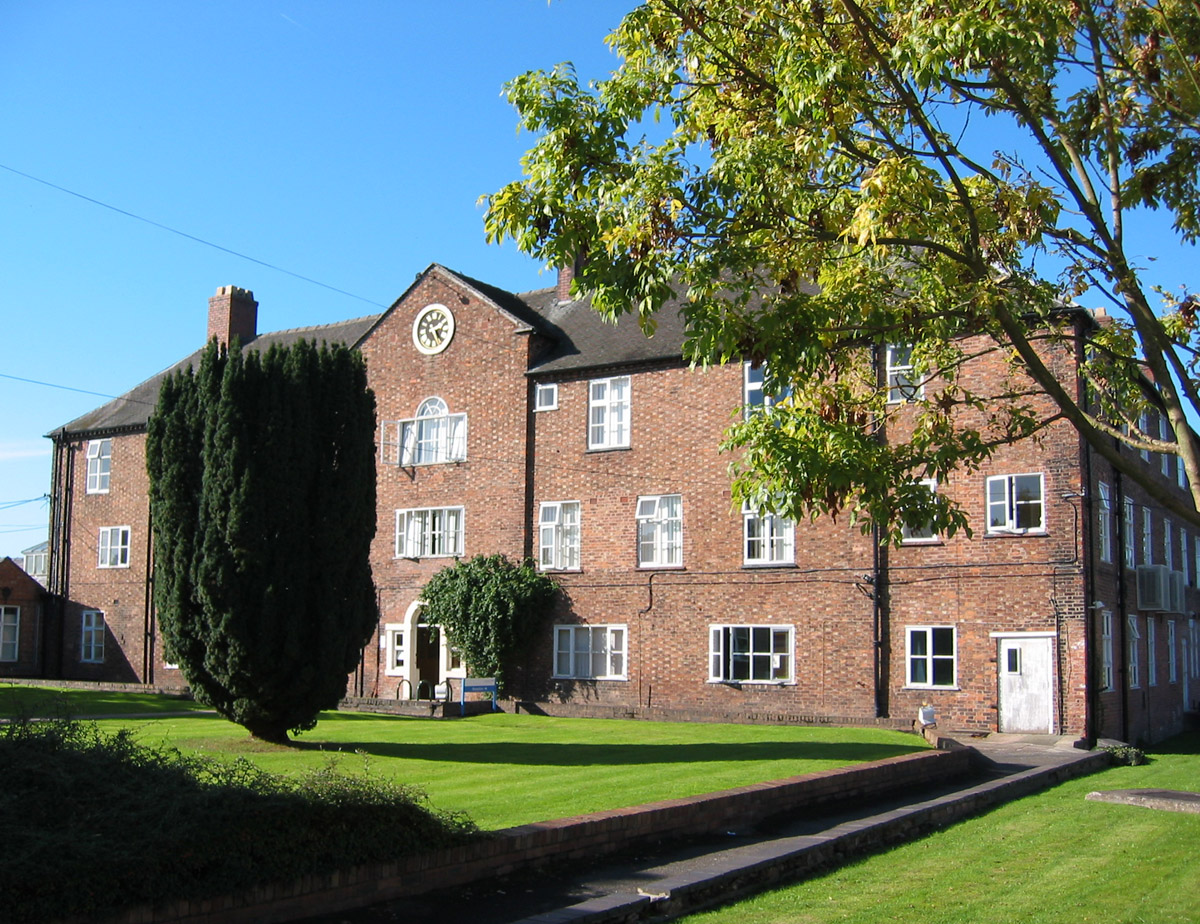
1780年頃建てられたナントウィッチのワークハウス。

ワークハウス（英語: Workhouse）は救貧院の一種で、イングランドおよびウェールズにおいて自立して生活できない者を収容し仕事を与えていた施設である。口語的にはスパイク(Spike)としても知られている。'workhouse'という用語は、最も古い記録で1631年から用いられている。
ワークハウスの起源は、イングランドでの黒死病流行後の労働者不足に対処するため設けられた1388年の救貧法まで遡ることができる。この法律により労働者の移動は制限され、最終的には国が貧困支援の責任を負うこととなった。しかし、1815年ナポレオン戦争の終戦にともなう失業者の増加や、農業従事者の仕事を奪うこととなった新技術の導入、一連の不作などを背景に、1830年代初頭には当時の救貧制度では不十分であるとして1834年の新救貧法が制定された。この法案により、ワークハウスに入ることを拒んだものに対する救援を削ぐことで、景気の動向を好転させることを試みた。救貧に関連する組織の中にはワークハウスを運営し、収容者の労働力から利益を生み出そうとした者もいたが、収容者の多くは自由市場で競争するような技術もやる気もなかった。ほとんどの収容者は石を割ったり、骨を砕いて肥料を作ったり、スパイクと呼ばれる大きな金属の爪を用いて縄をほどいて槙肌を作る仕事などで雇われていた。これがワークハウスの別名の由来になったと言われている。

## 社会情勢と法律
1784年の国全体での福祉費用は年間2百万ポンドであったが、1832年には年間7百万ポンドにまで膨れ上がった。これは国民一人あたり10シリング以上に相当する額である。この急増の大きな要因として、援助を求める人が大量に増えたことがある。19世紀初頭、ナポレオン戦争後の不況により多くの失業者が生まれた。さらに、多くの労働者を不要とする農業発展に加え、1828年から3年続いた不作や、1830年のスウィング暴動を背景に、救貧制度の改革が迫られた。 救貧制度が広く悪用されているという疑惑に対して、1832年に政府は援助を貧困者に適切に届けるため調査を行い助言する機関として王立委員会を立ち上げ、その結果として1834年の新救貧法のもとで中央集権化された救貧法委員会が設置された。これにより、「いかなる事例も収容者に限り、例外はない」として院外の健康な者に対する救貧は全廃された。教区は教区連合を形成し、それぞれの連合は共立救貧院の運営にあたった。50年間に500を超える教区連合が結成され、そのうちの3分の2は1840年までに作られた 。地域によってはこれらの新しいワークハウスに対する激しい抵抗があり、特に北部の工業地域では暴力に訴える者もいた。1837年の大不況下で多くの人が職を失い、失業者に必要なのはワークハウスではなく職がない間を乗り切るための短期救済であるという思いが大きくなった。1838年の時点で13,427の教区により573もの教区連合が結成されたが、国全体にわたって連合が結成されたのは1868年になってのことだった。

## ヴィクトリア朝初期のワークハウス

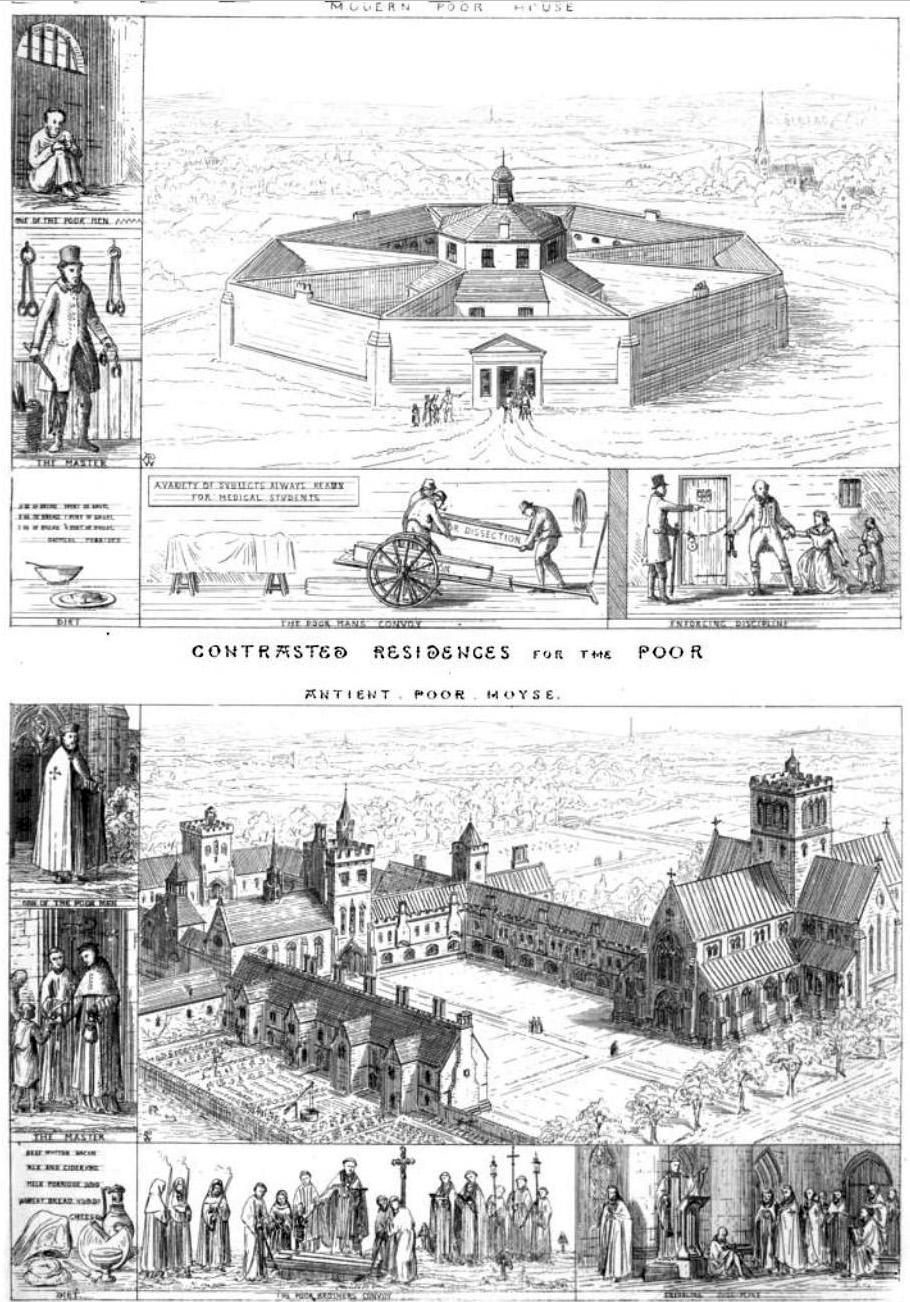
オーガスタス・プーギンによるContrasted Residences for the Poor (1836)。彼はケンプーソンの六角形のデザインに批判的であった。

救貧法委員会は既存のワークハウスに対して非常に批判的で、全体としての建て替えを主張していた。
1835年以降建てられたワークハウスの多くは「貧困者の監獄」と呼ばれており、中央の建物の周りに仕事や運動ができる広場があり、それらがレンガの塀で囲まれているような構造となっていた。委員会は、全ての新しいワークハウスは収容者を最低4つのグループに分離し、それぞれの収容棟を分けるべきだと提案した。具体的には、年寄りや力がないもの、子供、健康な男性、健康な女性の4つである。これらに共通のレイアウトはジェレミ・ベンサムが設計した刑務所であるパノプティコンに似たものであった。長方形の広場の中央に4棟の3階建ての建物があり、その周には3階建ての エントランス棟と1階建ての別棟があり、それら全てが壁で囲まれている放射状のデザインであった。サンプソン・ケンプソーンのデザインでも見られるその基本的なレイアウトでは、仕事や運動ができる広場が4つあり、それぞれの分類の収容者に割り当てられるようになっていた。収容者を分離することは、本当に治療が必要な人を優先できるようにし、周りの人を極度な貧困から防ぎ、また病気、物質そして精神に対する物理的な障壁としての目的があった。

### 仕事
| 一日のスケジュール                                                       | 一日のスケジュール |
| ------------------------------------------------------------------------ | ------------------ |
| 6:00                                                                     | 起床               |
| 6:30–7:00                                                                | 朝食               |
| 7:00–12:00                                                               | 労働               |
| 12:00–13:00                                                              | 昼食               |
| 13:00–18:00                                                              | 労働               |
| 18:00–19:00                                                              | 夕食               |
| 20:00                                                                    | 就寝               |
| 日曜日は仕事がなく、冬の間は起床が一時間遅くなり労働も8:00開始となった。 |                    |

救貧に関連する組織の中には、収容者の仕事に支払われたお金がワークハウスに利益をもたらすか、最低限収容者の自立に繋がると考えた者もいたが、多少の収入があっても運営のコストには到底及ばないのが実情であった。18世紀には収容者の管理が行き届いておらず、紡績や織物といった自由市場産業で効率的に競争しようとする技術もやる気も無かった。ワークハウスの中には労役場としてではなく、懲治場（house of correction）として運営されるものもあった。バッキンガムシャーの治安判事であるマシュー・マリオットの試みも一つの例である。1714年から1722年までの間、彼はワークハウスを利益源としてではなく、貧困の調査を行う施設として用いた。そしてそれが同目的のワークハウスが多く建てられることにつながった。それでも、地方の人々はワークハウスの安い労働力が自らの仕事と競合することを心配した。1888年においても、薪伐木手保護協会(Firewood Cutters Protection Association)はロンドンのイーストエンドのワークハウスが売り出す安い薪によって会員の生活が脅かされていると抗議した。
収容者の中には病人の看護や指導といった彼らの能力以上の仕事を割り当てられていた者も多くいたが、ほとんどの収容者は石を割ったり、電信線から麻を取り除くといった「概して他愛もない」仕事で雇われていた 。他にもスパイクと呼ばれる大きな金属の爪を用いて縄をほどいて槙肌を作る仕事などがあり、これがワークハウスの別名の由来となったと言われている。ほとんどの収容者が行えた仕事として骨を砕いて肥料をつくる作業もあったが、1845年に政府がアンドーヴァー救貧院に対して行った調査により、十分な食料を与えられていなかった収容者が、その腐敗した骨を奪い合い骨髄にかじりついていた窮状が発覚し、このスキャンダルによりワークハウスでの骨を砕く仕事は撤廃され、そして救貧院委員会は1847年に救貧法庁と改称された。その後のワークハウスは1847年の統合一般命令に含まれた規則により統制された。この規則の中には、食事、職員の職務、服装、教育、規律、そして苦情の処理といった内容の指針まで含まれていた。
健康面や身体面での弱さに応じた譲歩はあったものの、年老いた収容者でも可能な限り若い男女と同じような仕事することが期待された。彼らはあるいは代替として薪を切ったり、施設を掃除したり、他の屋内の仕事が要求された。そこで1882年に、ミース伯爵夫人レディ・ブラバゾンは体が不自由な収容者に対して代わりの仕事を与えるためにブラバゾン計画の名で知られるプロジェクトを立ち上げた。ボランティアが編み物、刺繍、レース編みといった手芸を指導し、その初期投資は全てレディ・ブラバゾン自身が負担した。初めは大きな広まりを見せなかったが、作品を売ることで企画として自ら資金調達を行えることがわかり、この企画は徐々に国中に広がり1897年には100以上の支部ができた。

## その後の発展と廃止
1905年に王立委員会は、ワークハウスが異なった分類の収容者を扱うには向いてないとして、貧困者の分類ごとに特化した施設を設立し正しく訓練された職員によって収容者を適切に扱うよう勧告を出した。「制止された」ワークハウスは、「飲んだくれやのらくら者、浮浪者」といった救いようのないもののために残して置かれた。1929年の地方自治法により、地方自治体はワークハウスの診療所を市営の病院として引き取る権利を与えられたが、ロンドン市外で実際に引き取った地方自治体はほとんどなかった。また同法律により1930年4月１日をもってワークハウスは廃止となったが、その多くは生活保護施設 (Public Assistance Institution)と改称して地方自治体の管理下で存続した。1939年の第二次世界大戦勃発時においてもまだおよそ100,000もの人がかつてのワークハウスに収容されており、そのうち5,629人は子供であった。そして1948年に国民扶助法が制定されたことにより救貧法は最後の痕跡まで無くなり、それとともにワークハウスは廃止となった。残された多くの建物は地元の自治体が運営する老人ホームへと転用され、1960年の段階で地方自治体が運営する老人ホームの半数以上はワークハウスを転用したものであった。南ロンドンのペッカムにあるキャンバーウェル救貧院は再定住センターと改称され、保健社会保障省のもとで1985年まで1000を超えるホームレスを収容し続けた。サウスウェル救貧院（現在は博物館）は1990年代初頭まで母子を一時的に収容する施設として利用された。

## 関連文献
- Crompton, Frank (1997). Workhouse Children: Infant and Child Paupers Under the Worcestershire Poor Law, 1780–1871. Sutton Publishing. ISBN 978-0-7509-1429-1
- Downing, J. (1725). An Account of Several Work-houses for Employing and Maintaining the Poor. Joseph Downing
- Higginbotham, Peter (2007). Workhouses of the Midlands. The History Press. ISBN 978-0-7524-4488-8
- Higginbotham, Peter (2008). The Workhouse Cookbook. The History Press. ISBN 978-0-7524-4730-8
- Rogers, Joseph (1889). Reminiscences of a Workhouse Medical Officer. T. F. Unwin
- Nightingale, Florence (1867). Workhouse nursing. Macmillan and Co.
- Twining, Louisa (1858). Workhouses and women's work. Longman, Brown, Green, Longmans and Roberts